# .fj
.fj je vrhovna internetska domena (country code top-level domain - ccTLD) za Fidži. Domenom upravlja Univerzitet Južnog Pacifika.

## Vanjske poveznice
- IANA .fj whois informacija  Arhivirana inačica izvorne stranice od 21. kolovoza 2008. (Wayback Machine)